# Penthides modestus
Penthides modestus är en skalbaggsart som beskrevs av Friedrich F. Tippmann 1955. Penthides modestus ingår i släktet Penthides och familjen långhorningar. Inga underarter finns listade i Catalogue of Life.